# Parafia Podwyższenia Świętego Krzyża w Brzezinach Łódzkich
Parafia pw. Podwyższenia Krzyża Świętego w Brzezinach – parafia rzymskokatolicka znajdująca się w archidiecezji łódzkiej, w dekanacie brzezińskim. Mieści się przy ulicy Kościuszki.

## Historia
Parafia w Brzezinach powstała w XII wieku. Erygował ją w 1139 roku arcybiskup gnieźnieński Jakub ze Żnina.
Do 1818 roku parafia należała do diecezji gnieźnieńskiej, w latach 1818–1920 – do archidiecezji warszawskiej, a od 1920 roku wchodzi w skład archidiecezji łódzkiej.

## Kościoły
Kościół parafialny pw. Podwyższenia Świętego Krzyża został zbudowany pod koniec XIII wieku w stylu gotyckim, a następnie w 1853 roku przebudowany i ponownie konsekrowany.
Do parafii należy również kościół klasztorny pw. św. Ducha w Brzezinach.

## Grupy parafialne[4]
- Róże Żywego Różańca
- Rycerstwo Niepokalanej
- Samuel – wspólnota młodzieżowa, adoracyjna
- Ministranci
- Apostolstwo Dobrej Śmierci
- Oaza Abstynencka
- Przyjaciele Krwi Chrystusa
- Lednicka Grupa Młodzieżowa